# Червона Діброва (Чернівецький район)
Черво́на Дібро́ва — село в Україні, у Глибоцькій селищній громаді Чернівецького району Чернівецької області.
Селі слід відзначити знамениту не тільки по Україні а й за кордоном «Червонодібровську Січ». Також село славиться такими визначними місцями як «Слов'янське городище», де було слов'янське поселення 9-10 століттня. На місці якого знімалися епізоди до кінофільму Ольги Кобилянської «Земля». Ще в Червоній Діброві є чотирьохсот літній дуб біля якого знімався кінофільм «Айвенго».

## Географія
Розташоване в 17 кілометрах від обласного центру міста Чернівці на берегах невеликої річки Дерелуй. Село знаходиться на горбистій місцевості, за територією воно досить велике і має багато вільних земель які вкриті лісами, а також пасовищами де ростуть різноманітні квіти, що робить село надзвичайно красивим та привабливим для туристів, які часто його відвідують.

## Історія
Ця місцевість вперше згадується у 1497 року у зв'язку із битвою поляків під керівництвом короля Яна-Ольбрахта з військами молдавського господаря Штефана ІІІ Великого, під час якої поляки зазнали величезної поразки. За легендою після перемоги Штефан Великий наказав запрягти в плуги двадцять тисяч полонених поляків і на залитій кров'ю території спахати землю і посадити дубовий ліс, який і отримав назву Червона Діброва.
З 24 серпня 1991 року село входить до складу незалежної України.

## Населення
Село Червона Діброва налічує приблизно 600 жителів.

## Інфраструктура
На території села є НВК де навчається близько сотні дітей.

## Релігія
Церква Святої Покрови(яка знаходиться на Червонодібровській Січі), Дмитріївська церква(одна з найстаріших церквів в області) та Церква християн віри євангельської пятидесятницької.
В лютому 2019 року релігійна громада УПЦ МП церкви великомученика Дмитрія Солунського проголосувала за перехід до Православної церкви України.

## Відомі люди
- Чоботар Валерій Георгійович —уродженець села, український військовик, Заслужений тренер України, Суддя Міжнародної категорії («Всеукраїнська федерація Фрі-файту контактних єдиноборств та змішаних бойових мистецтв») . Нагороджений званням «Заслуженний громадський діяч» а також «Народний Герой України»
- Скуляк Микола Іванович – воїн-інтернаціоналіст. Народився 03.01.1964 р., с. Червона Діброва, Глибоцький район. До військової служби закінчив Глибоцьке СПТУ №2, сільськогосподарський технікум. Працював трактористом у колгоспі. У Збройні Сили був призваний 20.09.1982 р.  Глибоцьким РВК. Після закінчення Ашхабадського навчального підрозділу в грудні 1982 року був направлений в Афганістан. Служив механіком-водієм бойової машини піхоти у в/ч польова пошта 43151. З серпня сержант Микола Скуляк зі своїм екіпажем здійснював бойову охорону військової колони. В районі м. Чарикар колона потрапила під масований мінометний і кулеметний вогонь моджахедів. Одна з мін влучила в БМП, в якій був і Микола. За мужність і відвагу нагороджений орденом Червоної Зірки (посмертно). Похований в с. Червона Діброва. Його ім’я літератор, біограф В’ячеслав Шинкар ввів до видання «І чорніли тюльпании...» (м. Чрнівці : Місто, 2020). Юхим Гусар.

## Світлини

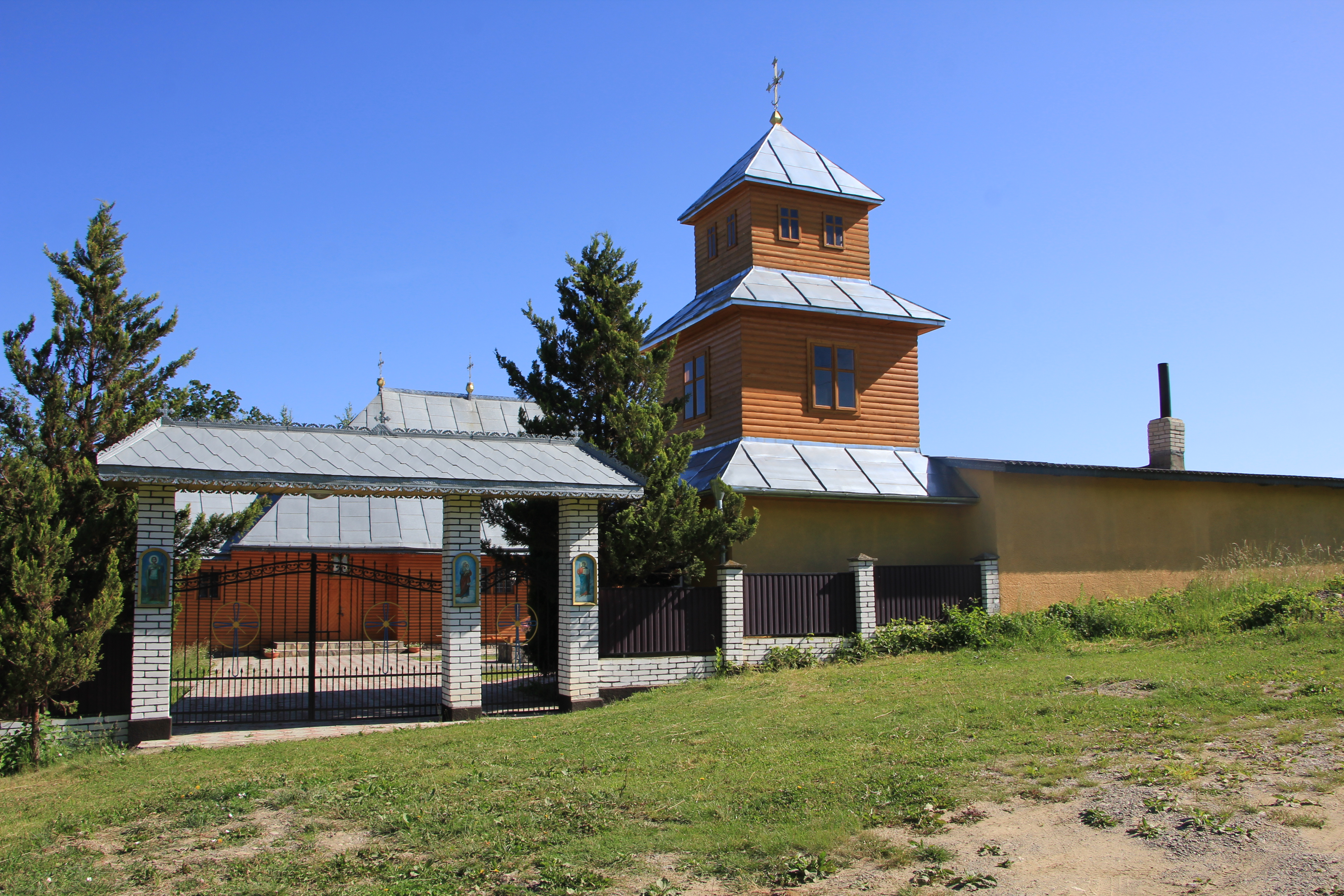
Дерев'яна церква Св. Дмитра 1882 с. Червона Діброва
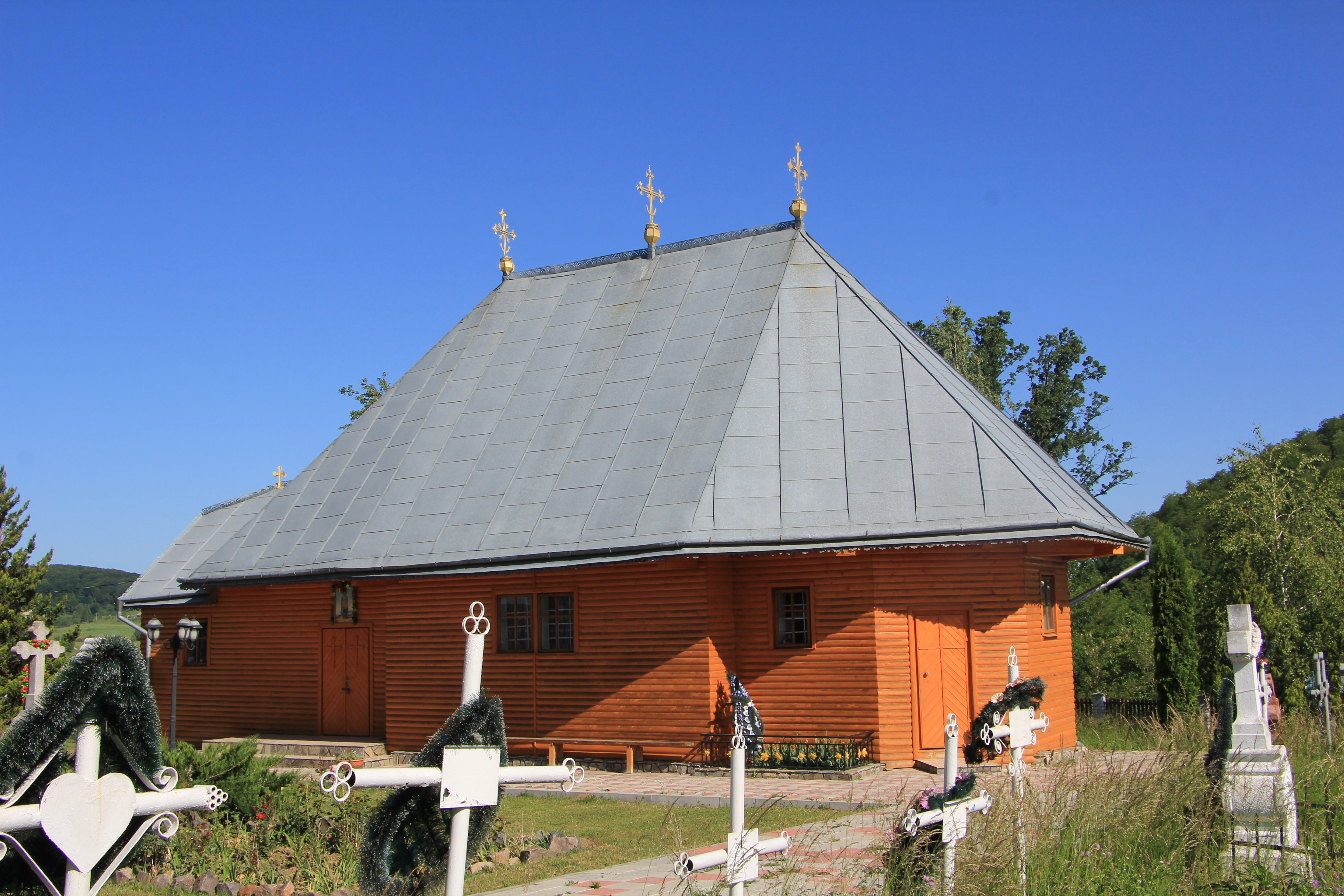
Дерев'яна церква Св. Дмитра 1882 с. Червона Діброва